# Rio do Pombo
O rio do Pombo é um curso de água situado no município de Três Lagoas, no leste do estado de Mato Grosso do Sul, Brasil.